# Reformierte Kirche Waltalingen

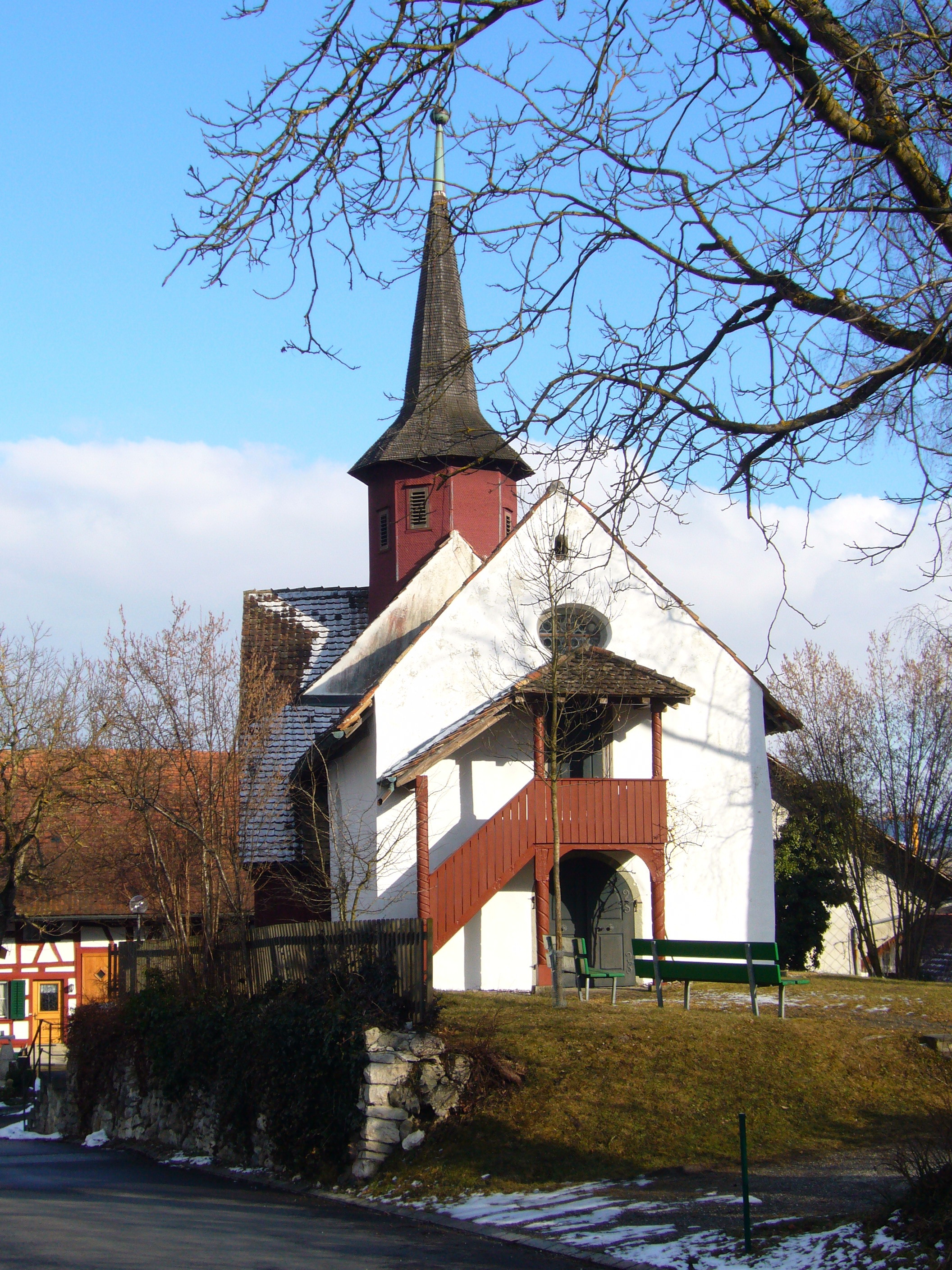
Kirche Waltalingen von Südwesten

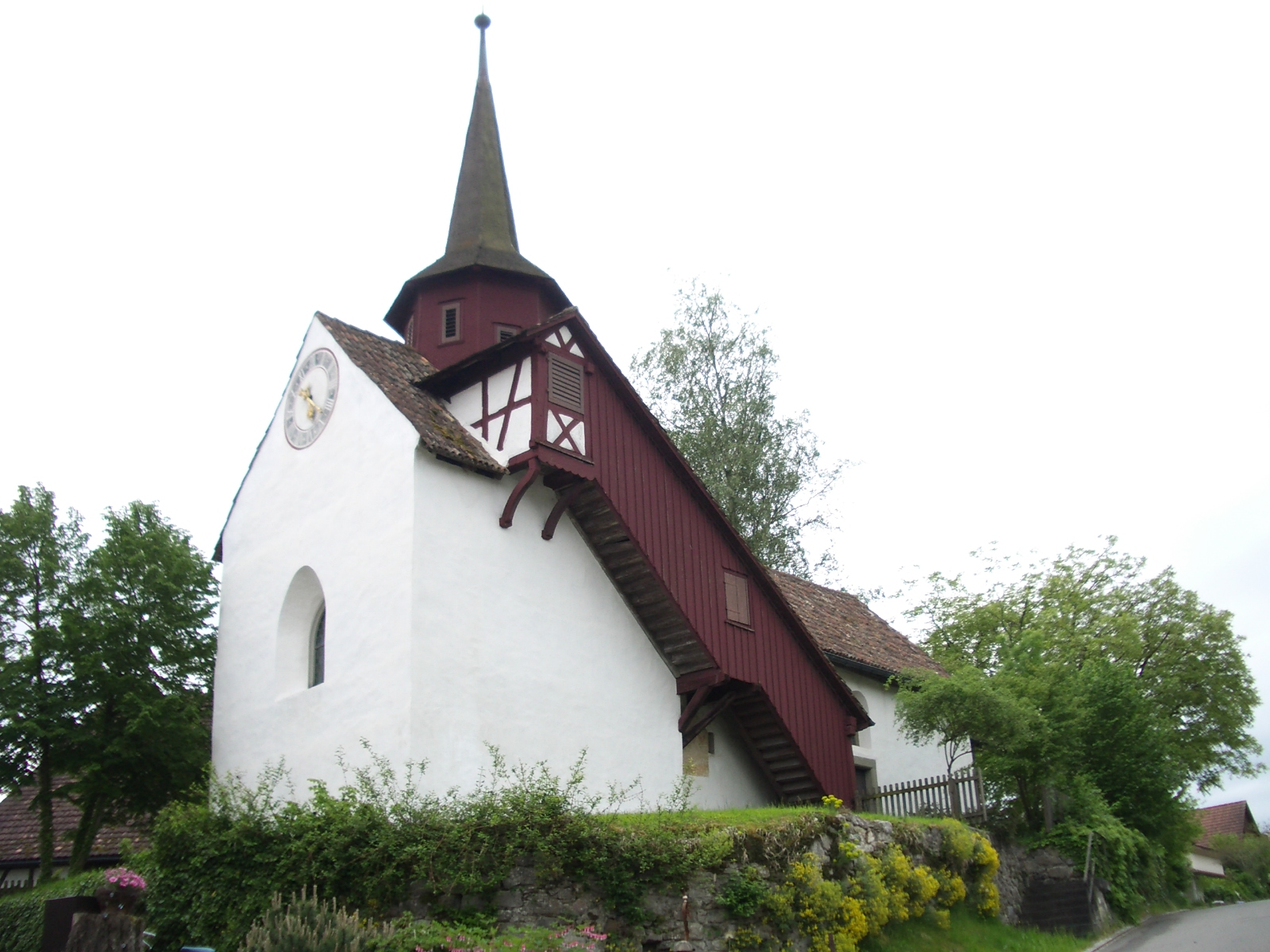
Kirche Waltalingen von Nordwesten mit Fachwerk-Erker

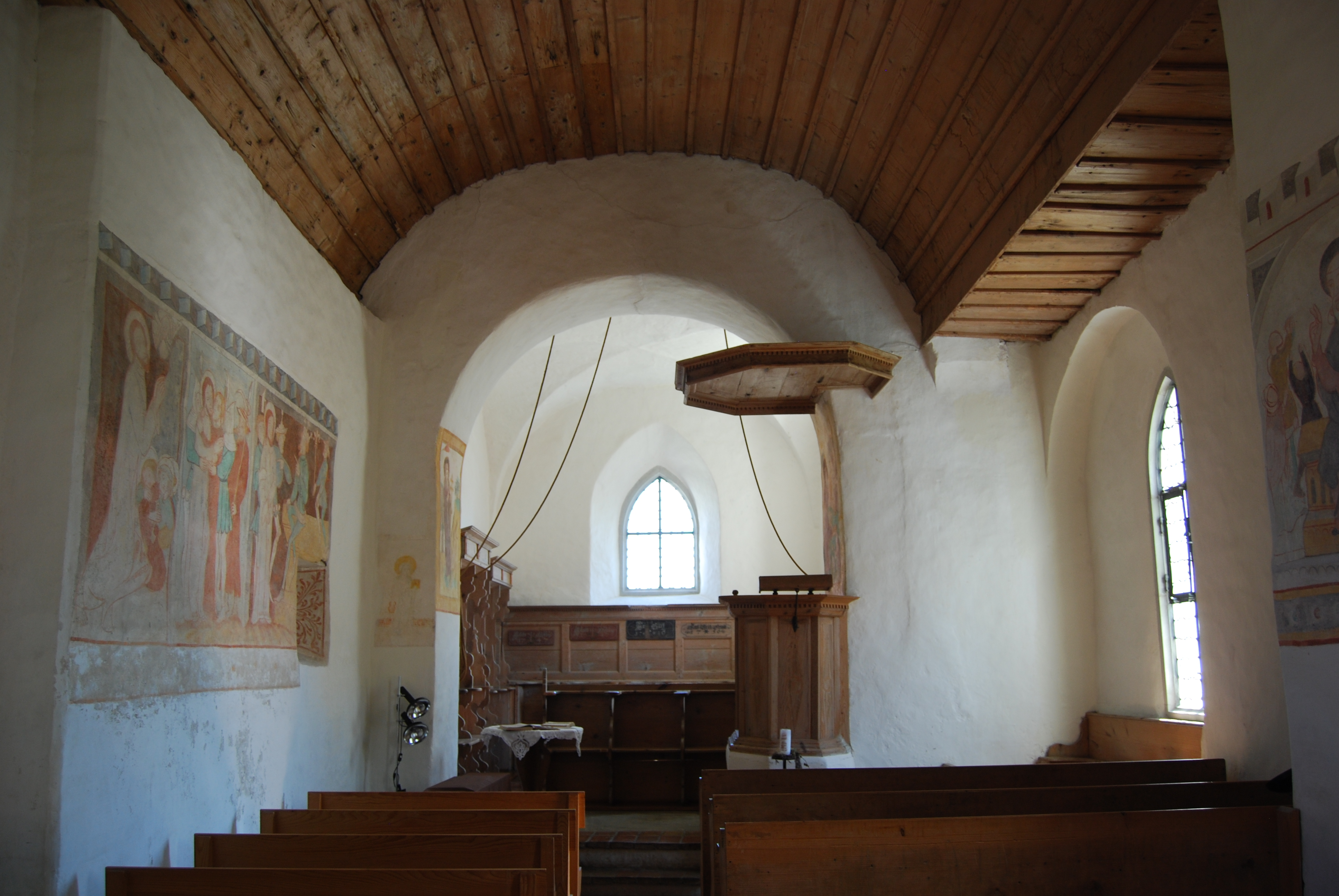
Innenraum mit Chor

Die Reformierte Kirche Waltalingen (Antoniuskapelle) ist ein reformiertes Kirchengebäude in der Gemeinde Stammheim im Stammertal, Schweiz.

## Geschichte
Das Gotteshaus, bis zur Reformation Antonius dem Grossen geweiht, wurde um 1200 im romanischen Stil errichtet, im 14. Jahrhundert verlängert und im 16. oder 17. Jahrhundert erneut vergrössert. Waltalingen und Guntalingen gehören zur Kirchgemeinde Stammheim.

## Beschreibung

### Äusseres
Die Kirche liegt auf einer Anhöhe im Dorfkern von Waltalingen. Auf dem gegenüber dem Kirchenschiff erhöhten Chor sitzt ein oktogonaler Dachreiter mit Spitzturmhelm. Anstelle einer Turmuhr ist ein Zifferblatt im Giebel des Chors angebracht. Dominiert wird die Erscheinung der Kirche von zwei gedeckten Teppen, von denen die westliche den Zugang zur kleinen Empore ermöglicht. Über die nördliche Treppe sind Dachstuhl und Dachreiter zu erreichen. Sie endet in einem Fachwerk-Erker, was ein seltenes Beispiel der Verwendung von Fachwerkbauweise (die für die Bauernhausarchitektur der Region typisch ist) im Schweizer Kirchenbau bildet. Die Treppe ist auf einer unter ihr angebrachten Inschrift auf 1812 datiert.

### Innenraum
Das Schiff ist von einer dezent bemalten Holztonne überspannt und ist durch einen halbrunden Chorbogen vom Rechteckchor mit Kreuzgewölbe abgegrenzt. Auf der Südseite ist die Verbreiterung des Schiffs aus der Barockzeit sichtbar. Im Chor befinden sich die im 17. Jahrhundert gezimmerte hölzerne Kanzel auf einem Steinsockel sowie zahlreiche wertvoll geschnitzte und beschriftete Kirchenörter des 17. und 18. Jahrhunderts und ein Schrank von 1673.
Beleuchtet wird das Schiff durch gotische Spitzbogenfenster sowie ein Rundbogenfenster, ein Rechteckfenster und ein Oculus-Fenster oberhalb der Empore. Seit 2012 steht auf dieser ein dreiregistriges Orgelpositiv von Erwin Erni (Stans).
Die spätgotischen Fresken im Schiff entstanden 1419 und zeigen in drei ornamental abgegrenzten Feldern Christus in Getsehmane, Der Verrat des Judas und Christus vor Herodes. 1436 entstand das Fresko an der Südwand, das Antonius den Grossen bei der Heilung von Opfern des Antoniusfeuers zeigt. Ein kleineres Fresko am Chorbogen zeigt die heilige Dorothea. Die Wandmalereien im Chor stammen von 1485. Im Chorbogen ist Antonius der Grosse im Wald dargestellt, wie der dem Teufel mit dem Kreuzstab ins Bein sticht. Unter dem Schalldeckel der Kanzel ist Antonius bei der Überwachung eines Klosterbaus dargestellt.

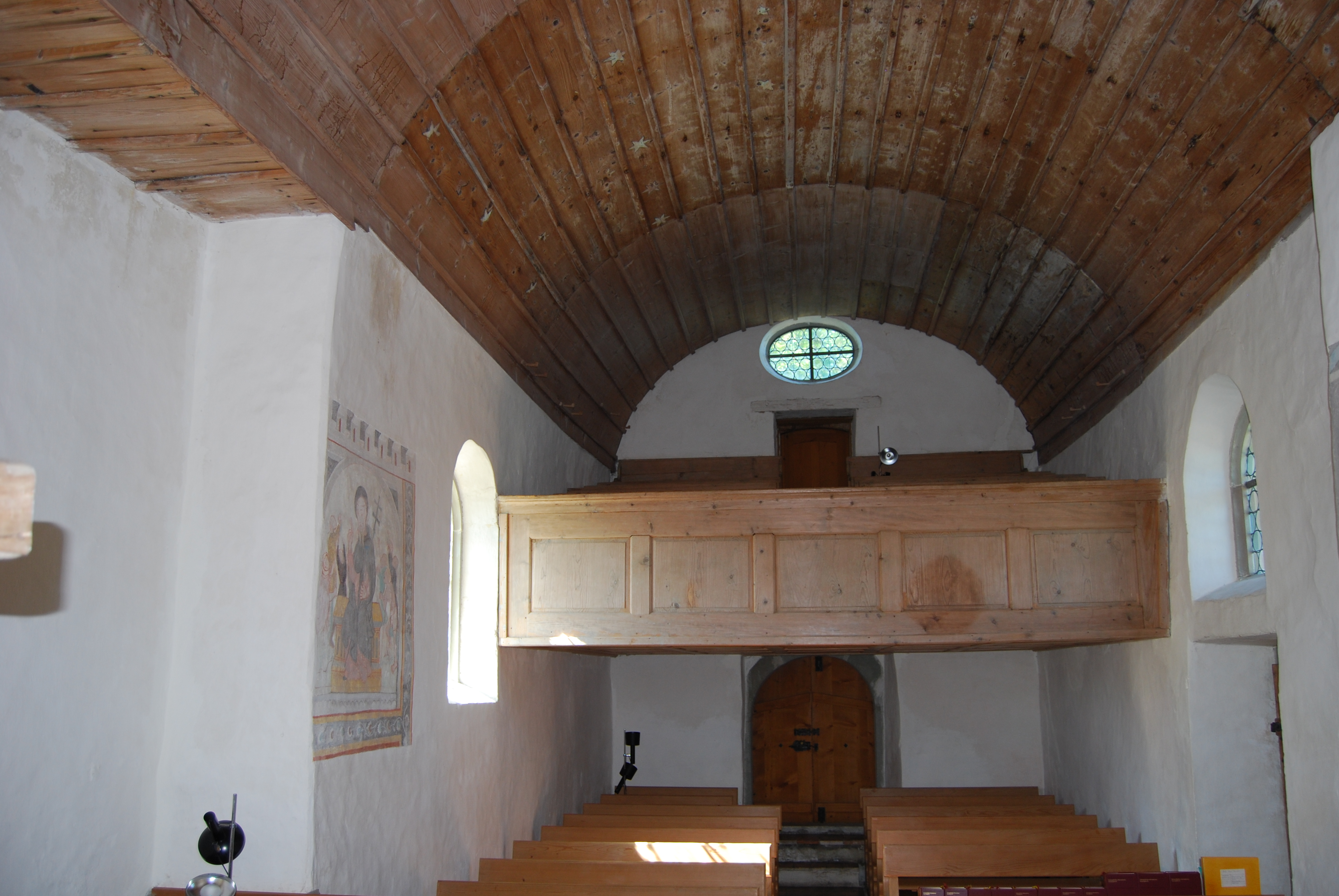
Innenraum mit Empore
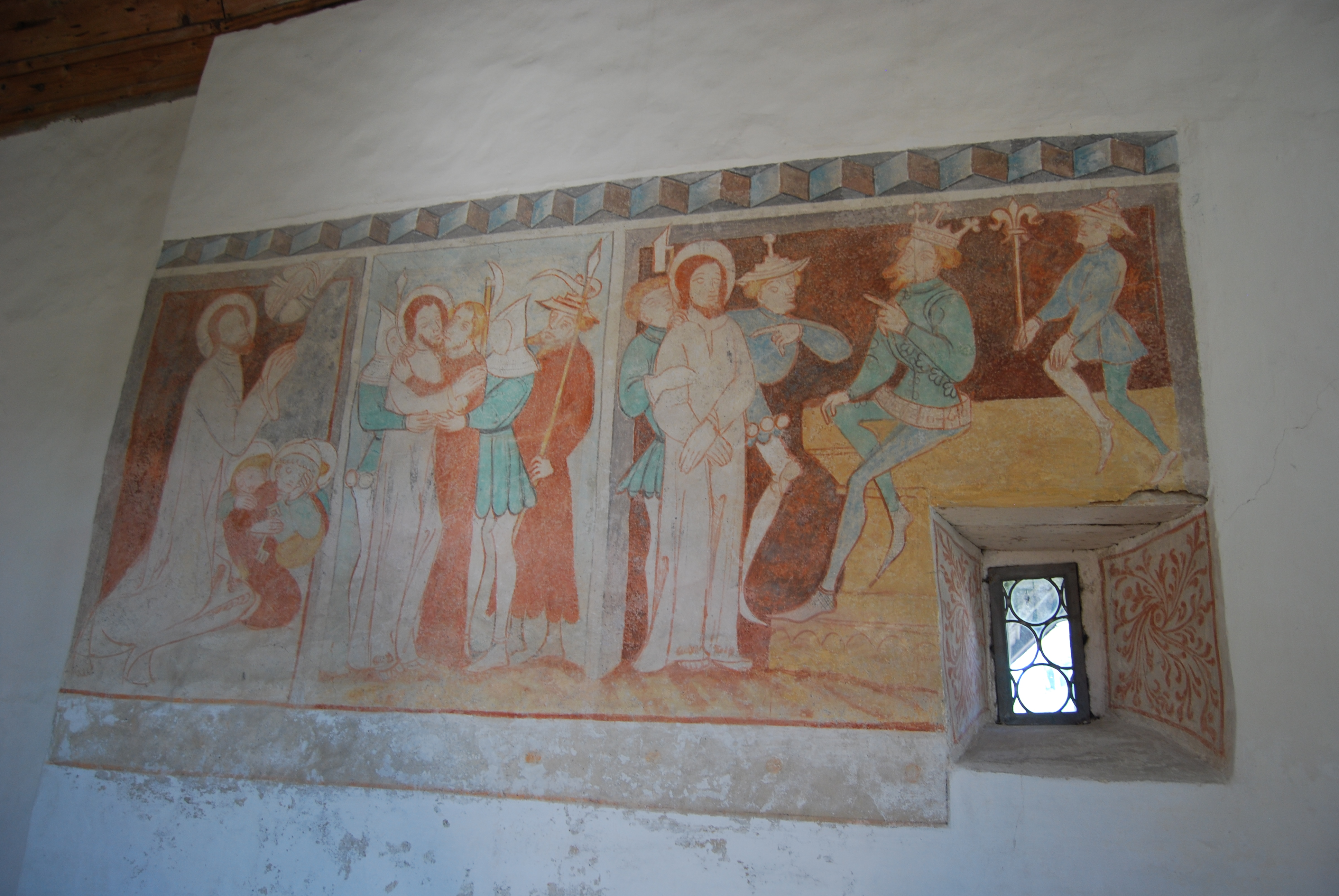
Fresken mit Szenen der Passion Christi, 1419
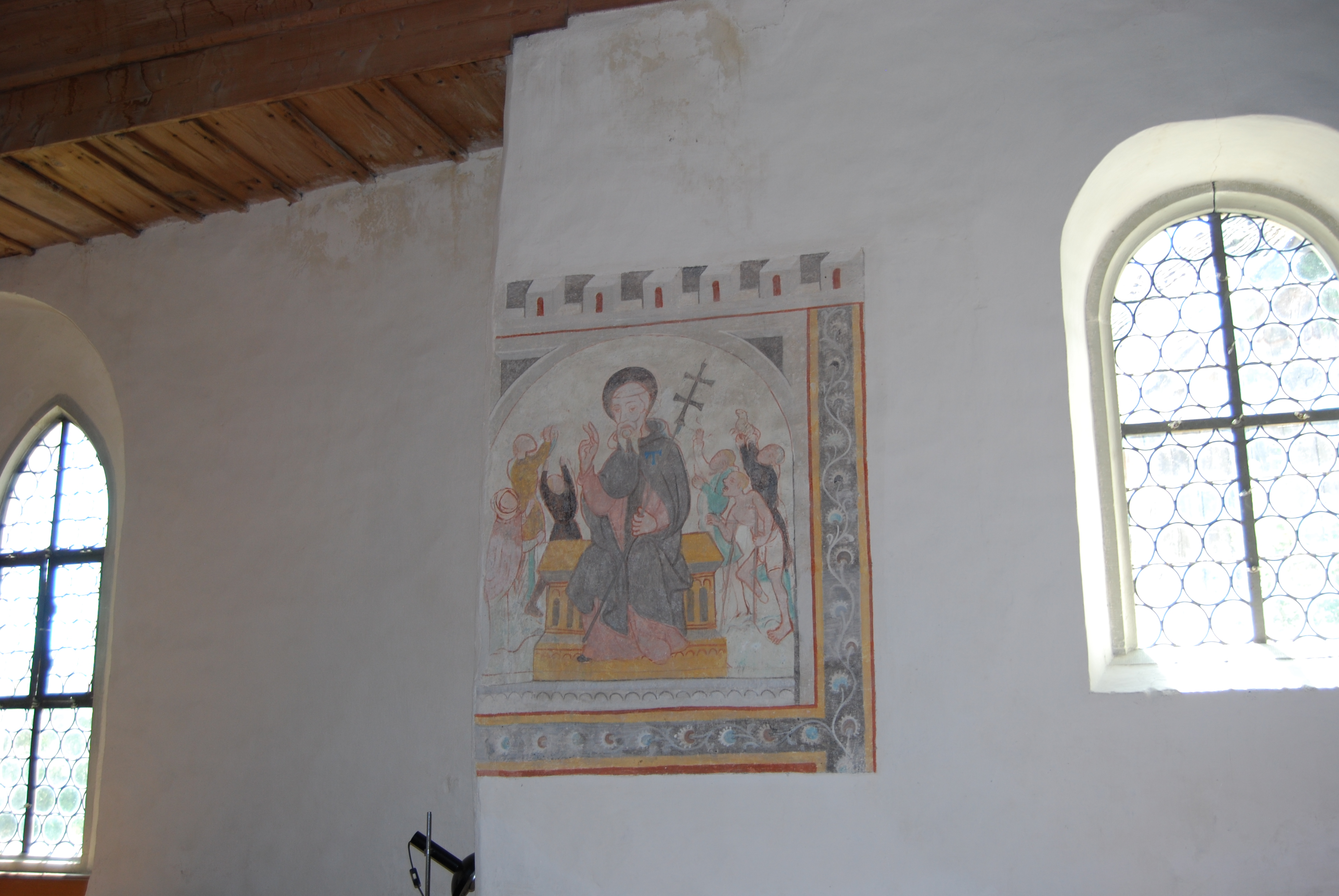
Fresko mit Antonius und den Kranken, 1436
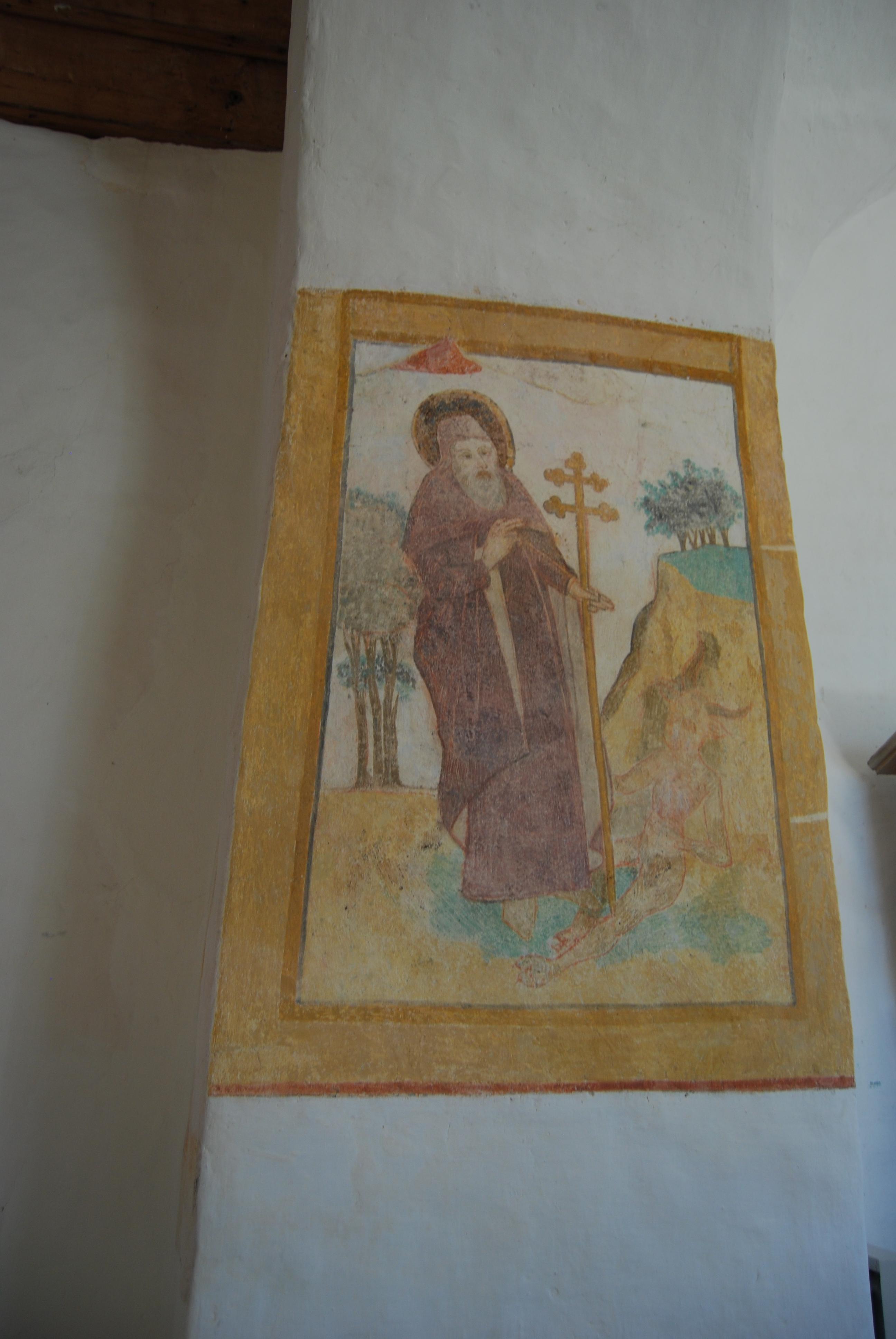
Fresko mit Antonius und dem Teufel, 1485